# Thiodina rishwani
Thiodina rishwani is een spinnensoort in de taxonomische indeling van de springspinnen (Salticidae).
Het dier behoort tot het geslacht Thiodina. De wetenschappelijke naam van de soort werd voor het eerst geldig gepubliceerd in 2006 door Makhan.